# Lista de canções de My Little Pony: A Amizade É Mágica

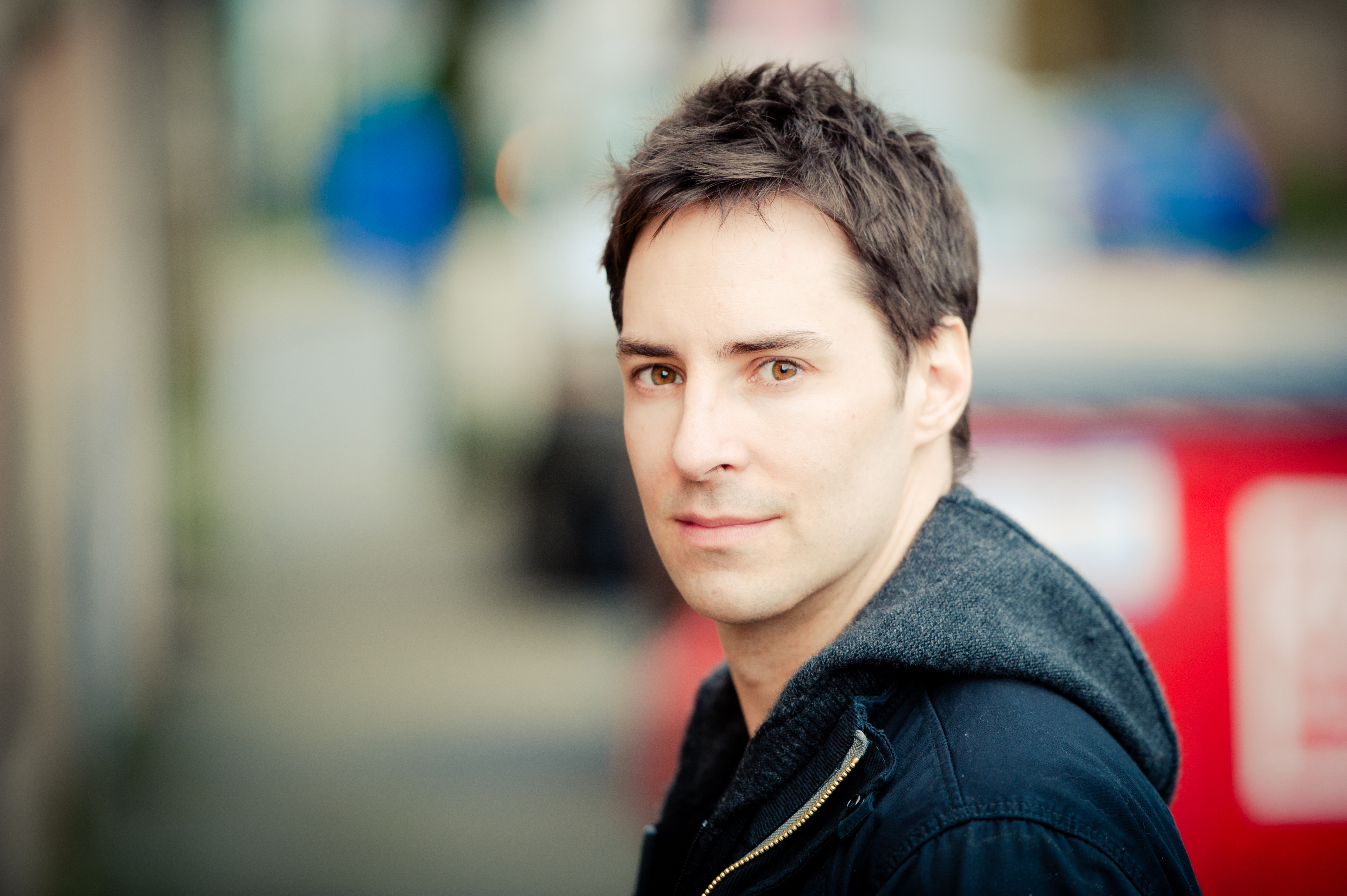
Daniel Ingram, o compositor de quase todas as músicas apresentadas em My Little Pony: A Amizade É Mágica.

My Little Pony: A Amizade É Mágica é um programa infantil animada baseado na linha de My Little Pony, criador por brinquedo e jogo americano manufaturado da Hasbro. O programa também possui elementos musicais, apresentando canções interpretadas na tela por seus personagens em vários episódios.
No geral, a série apresentou 107 músicas originais ao longo de suas nove temporadas, sem incluir o tema principal "A Amizade É Mágica" e as músicas do filme de 2017 My Little Pony: The Movie. Quase todas as músicas apresentadas no programa foram compostas por Daniel Ingram (retratado). Ele também se tornou o principal letrista do programa, começando com segunda temporada; outros letristas notáveis incluem Amy Keating Rogers, M.A. Larson e o showrunner da série Meghan McCarthy. As letras são muitas vezes escritas ou co-escritas pelo roteirista do episódio em que são apresentadas.

## Série de televisão

### 1ª Temporada (2010-2011)
| #  | Título brasileiro e original                                         | Episódio brasileiro e original                               | Músico                          | Letrista            | Artista (personagem)1 | Vozes secundários                                                                            | Contexto |
| -- | -------------------------------------------------------------------- | ------------------------------------------------------------ | ------------------------------- | ------------------- | --- | -------------------------------------------------------------------------------------------- | --- |
| 1  | "Ria do Fantasma" "The Laughter Song"                                | "A Amizade é Mágica, Parte 2" "Friendship is Magic" (Part 2) | Daniel Ingram                   | Lauren Faust        | Shannon Chan-Kent (Pinkie Pie) | -                                                                                            | Como Twilight, Applejack, Rarity, Fluttershy e Rainbow Dash tem medo da floresta da Liberdade, Pinkie Pie os convence a rir de coisas assustadoras.                                                                               |
| 2  | "Canção do Baile de Fantasia" "Pinkie's Gala Fantasy Song"           | "O Convite Extra" "The Ticket Master"                        | Daniel Ingram                   | Lauren Faust        | Shannon Chan-Kent (Pinkie Pie) | -                                                                                            | Pinkie Pie fantasia sobre o próximo Grande Baile Galopante. |
| 3  | "Canção do Convite" "The Ticket Song"                                | "O Convite Extra" "The Ticket Master"                        | Daniel Ingram                   | Lauren Faust        | Shannon Chan-Kent (Pinkie Pie) | Tara Strong (Twilight Sparkle)2                                                              | Pinkie Pie tenta convencer Twilight a dar-lhe um ingresso extra para o Grande Baile Galopante. |
| 4  | "Saltitar, Impulsionar e Pular" "Hop Skip and Jump Song"             | "Dracofobia" "Dragonshy"                                     | William Anderson                | Meghan McCarthy     | Andrea Libman (Pinkie Pie)2 | -                                                                                            | Pinkie Pie tenta incentivar Fluttershy a saltar sobre um abismo. |
| 5  | "Uma Bruxa das Brabas" "Evil Enchantress Song"                       | "Rédea nas Fofocas" "Bridle Gossip"                          | William Anderson                | Amy Keating Rogers  | Libman (Pinkie Pie),2 Blu Mankuma (Fluttershy)                                                                                                   | -                                                                                            | Pinkie Pie canta uma música sobre a infame Zecora. Mais tarde no episódio, ela é incapaz de falar devido a uma planta mágica e faz Fluttershy (que agora tem uma voz profunda e masculina devido à mesma planta) cantar para ela. |
| 6  | "Tchau, Inverno" "Winter Wrap Up"                                    | "Passagem do Inverno" "Winter Wrap Up"                       | Daniel Ingram                   | Cindy Morrow        | Ashleigh Ball (Rainbow Dash, Applejack), Chan-Kent (Pinkie Pie), Kazumi Evans (Rarity), Rebecca Shoichet (Twilight Sparkle), Libman (Fluttershy) | Ponyville                                                                                    | Ponyville se prepara para a Passagem do Inverno anual e a chegada da primavera. |
| 7  | "Não Sejam tão Gulosos" "Cupcake Song"                               | "Em Busca da Marca Especial" "Call of the Cutie"             | Daniel Ingram                   | Meghan McCarthy     | Chan-Kent (Pinkie Pie) | -                                                                                            | Pinkie Pie ensina Apple Bloom a fazer cupcakes. |
| 8  | "A Arte de Costurar" "Art of the Dress"                              | "Feita Para o Sucesso" "Suited for Success"                  | Daniel Ingram                   | Charlotte Fullerton | Evans (Rarity) | Shoichet (Twilight Sparkle), Libman (Pinkie Pie, Fluttershy), Ball (Rainbow Dash, Applejack) | Rarity faz vestidos para o resto das Mane Six. Em uma reprise no final do episódio, ela tem problemas para acompanhar suas demandas.                                                                                              |
| 9  | "Silêncio, Fique Quieta" "Hush Now Lullaby"                          | "Mestra do Olhar" "Stare Master"                             | Daniel Ingram                   | Chris Savino        | Libman (Fluttershy) Michelle Creber (Sweetie Belle)                                                                                              | Shoichet3                                                                                    | Fluttershy canta uma canção de ninar para Cutie Mark Crusaders para ajudá-los a adormecer. Depois, Sweetie Belle canta uma reprise extremamente alta e enérgica.                                                                  |
| 10 | "Canção Tema das Descobridoras da Marca" "Cutie Mark Crusaders Song" | "As Artistas" "The Show Stoppers"                            | Daniel Ingram                   | Cindy Morrow        | Madeleine Peters (Scootaloo) | Creber (Apple Bloom, Sweetie Belle)                                                          | As Crusaders apresentam um número musical para o público, durante o qual tudo dá errado. (re-titulado "The Cutie Mark Crusaders Anthem" em alguns lançamentos.)                                                                   |
| 11 | "O Certo é Dividir, é Dividir" "You Got to Share, You Got to Care"   | "Barril de Pólvora" "Over a Barrel"                          | Daniel Ingram                   | Dave Polsky         | Chan-Kent (Pinkie Pie) | -                                                                                            | Pinkie Pie canta para tentar convencer os habitantes de Appleloosa e seus inimigos, um rebanho de búfalos, a serem amigos. |
| 12 | "Mas que Lindo Lugar" "So Many Wonders"                              | "As Crônicas das Marcas" "The Cutie Mark Chronicles"         | Daniel Ingram                   | M.A. Larson         | Libman (Fluttershy) | -                                                                                            | Uma jovem Fluttershy descobre animais pela primeira vez. |
| 13 | "Telegrama Cantante" "Pinkie Pie's Singing Telegram"                 | "Festa de uma Só" "Party of One"                             | Daniel Ingram                   | Meghan McCarthy     | Chan-Kent (Pinkie Pie) | -                                                                                            | Pinkie Pie convida o resto das Mane Six para o aniversário de seu jacaré de estimação, Gummy. |
| 14 | "Lá no Baile" "At the Gala"                                          | "A Melhor Noite de Todas" "The Best Night Ever"              | Daniel Ingram                   | Amy Keating Rogers  | Shoichet (Twilight Sparkle), Libman (Fluttershy), Ball (Rainbow Dash, Applejack), Evans (Rarity), Chan-Kent (Pinkie Pie)                         | The Cypress Singers (convidados de gala)                                                     | Cada Mane Six descreve suas expectativas e intenções no Grande Baile Galopante. |
| 15 | "Eu Estou no Grande Baile" "I'm at the Grand Galloping Gala"         | "A Melhor Noite de Todas" "The Best Night Ever"              | Traditional, William Anderson   | Amy Keating Rogers  | Libman (Pinkie Pie) | -                                                                                            | Pinkie canta sua alegria por estar no Grande Baile Galopante. (Baseado em "For He's a Jolly Good Fellow") |
| 16 | "Pônei Pokey" "Pony Pokey"                                           | "A Melhor Noite de Todas" "The Best Night Ever"              | Daniel Ingram, William Anderson | Amy Keating Rogers  | Libman (Pinkie Pie) | -                                                                                            | Pinkie Pie tenta alegrar o clima na Grande Baile Galopante, enquanto o resto das Mane Six encontra seus próprios problemas. (Baseado em "Hokey pokey")                                                                            |

1No caso de vários personagens com vozes principais, os artistas são listados na ordem em que seus personagens (do primeiro de seus personagens, caso expressem vários) começam a cantar.

2Não é a pessoa que geralmente expressa o personagem nas músicas; esses são vozes falados.

3O cantor não está interpretando um personagem.

### 9ª Temporada (2019)
| # | Título                             | Episódio brasileiro e original                           | Músico        | Letrista                      | Artista (personagem) | Vozes secundários | Contexto |
| - | ---------------------------------- | -------------------------------------------------------- | ------------- | ----------------------------- | --- | ----------------- | --- |
| 1 | "The Place Where We Belong"        | "Desenraizados" "Uprooted"                               | Daniel Ingram | Nicole Dubuc                  | Lauren Jackson (Silverstream), Chan-Kent (Ocellus, Smolder), Tong (Sandbar), Langelo (Gallus) e Katrina Salisbury (Yona)                                 | -                 | Os Young Six trabalham juntos para construir uma casa na árvore em homenagem à Árvore da Harmonia.                                       |
| 2 | "Fit Right In"                     | "Ela é Toda Iaque" "She's All Yak"                       | Daniel Ingram | Brian Hohlfeld, Daniel Ingram | Evans (Rarity) e Salisbury (Yona) (parte 1); Evans (Rarity), Salisbury (Yona), Libman (Fluttershy, Pinkie Pie), Ball (Applejack, Rainbow Dash) (parte 2) | -                 | Rarity ajuda Yona a se preparar para o Amity Ball; vendo seu progresso, as Mane Six acreditam que ela se encaixará facilmente no evento. |
| 3 | "Better Way to Be Bad"             | "Aminimigos" "Frenemies"                                 | Daniel Ingram | Michael Vogel                 | Sunni Westbrook (Cozy Glow), Mark Acheson (Lorde Tirek) e Barr (Rainha Chrysalis)                                                                        | -                 | Cozy Glow convence Lorde Tirek e Rainha Chrysalis através da música para unir forças para que eles possam se vingar das Mane Six.        |
| 4 | "Lotta Little Things"              | "Entre o Escuro e o Amanhecer" "Between Dark and Dawn"   | Daniel Ingram | Gail Simone, Nicole Dubuc     | Oliver (Princesa Celestia) e Steele (Princesa Luna) | -                 | Celestia e Luna decidiram curtir umas férias juntas, mas começaram a se irritar devido às diferentes preferências de atividades.         |
| 5 | "A Ultima Risada" "The Last Laugh" | "A Ultima Risada" "The Last Laugh"                       | Daniel Ingram | Michael P. Fox and Wil Fox    | Yankovic (Cheese Sandwich), Libman (Pinkie Pie) e coro (operários)                                                                                       | -                 | Cheese Sandwich redescobre seu amor por fazer pôneis rir com suas piadas e novidades pessoalmente, ao invés de fazê-las e vendê-las.     |
| 6 | "Being Big is All It Takes"        | "Crescer É uma Coisa Difícil" "Growing Up is Hard to Do" | Daniel Ingram | Ed Valentine                  | Creber (Apple Bloom), Tuliao (Scootaloo) e Corlett (Sweetie Belle)                                                                                       | -                 | As Cutie Mark Crusaders cantam sobre todas as coisas que eles podem ou podem fazer quando é adultos.                                     |
| 7 | "The Magic of Friendship Grows"    | "The Last Problem"                                       | Daniel Ingram | Daniel Ingram, Josh Haber     | Shoichet (Twilight Sparkle), Chan-Kent (Pinkie Pie), Libman (Fluttershy), Ball (Rainbow Dash, Applejack) e Evans (Rarity)                                | Multidão (coro)   | As Mane Six cantam para Luster Dawn as maneiras pelas quais suas amizades melhoraram suas vidas ao longo dos anos.                       |

## Filmes

### My Little Pony: The Movie(2017)
| # | Título brasileiro e original                   | Músico                                                                                              | Letrista                                                                                            | Artista (personagem)1 | Vozes secundários | Contexto |
| - | ---------------------------------------------- | --------------------------------------------------------------------------------------------------- | --------------------------------------------------------------------------------------------------- | --- | --- | --- |
| 1 | "We Got the Beat"                              | Charlotte Caffey                                                                                    | Charlotte Caffey                                                                                    | Rachel Platten3 | - | Sequência de abertura. (baseado em a música do mesmo nome por The Go-Go's) |
| 2 | "Unidas" "We Got This Together"                | Daniel Ingram                                                                                       | Michael Vogel, Daniel Ingram                                                                        | Ball (Applejack, Rainbow Dash), Evans (Rarity), Libman (Fluttershy), Chan-Kent (Pinkie Pie), Shoichet (Twilight Sparkle) | St. Germain (Granny Smith), Creber (Apple Bloom), New (Big McIntosh), Weseluck (Spike), Pôneis de Canterlot                                                                       | Twilight Sparkle está ansiosa por tornar o primeiro Festival da Amizade da Equestria perfeito para todos, para que seus amigos garantam que eles têm o que é preciso para realizar o trabalho. |
| 3 | "Sou Seu Amigo Aqui" "I'm the Friend You Need" | Daniel Ingram                                                                                       | Michael Vogel, Daniel Ingram                                                                        | Taye Diggs (Capper) | Vincent (cidadãos de Klugetown), Tong (cidadãos de Klugetown), Ball (Rainbow Dash, Applejack), Chan-Kent (Pinkie Pie), Libman (Fluttershy), Evans (Rarity), St. Germain (Rarity)2 | Vigarista Capper apresenta-se as Mane Six como um amigo de confiança enquanto os guia através de Klugetown, enquanto secretamente planeja vendê-los para resolver um problema de débito. |
| 4 | "Hora de Ser Incrível" "Time to Be Awesome"    | Daniel Ingram                                                                                       | Michael Vogel, Daniel Ingram                                                                        | Ball (Rainbow Dash), Zoe Saldana (Capitão Celaeno)                                                                       | Ball (Applejack), Chan-Kent (Pinkie Pie), Libman (Fluttershy), Weseluck (Spike), Mark Oliver (First Mate Mullet), Nicole Oliver (Lix Spittle), Max Martini (Boyle)                | Ao descobrir que a Capitão Celaeno e sua equipe de entrega já foram piratas orgulhosos, Rainbow Dash e companhia convencem os marinheiros cansados a renunciar sua servidão ao Rei Storm e retomar uma emocionante vida de aventura; ao crescendo, Rainbow Dash executa um Arco-Íris Supersônico no calor do momento, o que permite a Tempest Shadow persegui-los. |
| 5 | "Algo Simples Assim" "One Small Thing"         | Daniel Ingram                                                                                       | Michael Vogel, Daniel Ingram                                                                        | Chan-Kent (Pinkie Pie), Kristin Chenoweth (Princesa Skystar)                                                             | Libman (Fluttershy), Evans (Rarity), Ball (Applejack, Rainbow Dash), Pôneis marinhos                                                                                              | Pinkie Pie e companhia brincam com uma oprimida Princesa Skystar para animá-la, eventualmente inspirando os marinheiros a oferecer as Mane Six sua premiada pérola mágica para derrotar o Rei Storm; Twilight, levado ao extremo de sua inteligência e agindo separadamente de seus amigos, tenta usar a festa como uma distração para pegar a pérola.             |
| 6 | "Você Deve Olhar" "Open Up Your Eyes"          | Daniel Ingram                                                                                       | Michael Vogel, Meghan McCarthy, Daniel Ingram                                                       | Emily Blunt (Tempest Shadow)                                                                                             | - | Depois de finalmente capturar a Twilight abandonada, Tempest divulga como ela se desencantou com os ideais de amizade no dia em que perdeu o chifre e as amigas como um potro, o que a convenceu de que está melhor sozinha. |
| 7 | "Rainbow"                                      | Sia Furler                                                                                          | Sia Furler                                                                                          | Sia (Songbird Serenade)                                                                                                  | - | Songbird Serenade canta uma parte da música enquanto está preso pelos guardas do Rei Storm. Ela realiza mais no Festival da Amizade em homenagem as Mane Six por salvar Equestria; o restante é reproduzido nos créditos finais. |
| 8 | "Off to See the World"                         | Lukas Forchhammer, Christopher Brown, Morten Jensen, Stefan Forrest, Morten Pilegaard, David Labrel | Lukas Forchhammer, Christopher Brown, Morten Jensen, Stefan Forrest, Morten Pilegaard, David Labrel | Lukas Graham3 | - | Créditos finais. |

1No caso de vários personagens com vozes principais, os artistas são listados na ordem em que seus personagens (do primeiro de seus personagens, caso expressem vários) começam a cantar.

2Não é a pessoa que geralmente expressa o personagem nas músicas; esses são vozes falados.

3O cantor não está interpretando um personagem.

## Especiais

### My Little Pony: Best Gift Ever(2018)
| # | Título                     | Músico        | Letrista                     | Artista (personagem) | Vozes secundários                                                                                             | Contexto |
| - | -------------------------- | ------------- | ---------------------------- | --- | --- | --- |
| 1 | "One More Day"             | Daniel Ingram | Michael Vogel, Daniel Ingram | Shoichet (Twilight Sparkle), Libman (Fluttershy), Ball (Applejack, Rainbow Dash), Evans (Rarity), Chan-Kent (Pinkie Pie), Weseluck (Spike) e coro | - | Os moradores de Ponyville estão se preparando para a Noite da Lareira Calorosa. |
| 2 | "The True Gift of Gifting" | Daniel Ingram | Michael Vogel, Daniel Ingram | Weseluck (Spike) (parte 1); Shoichet (Twilight Sparkle) (parte 2)                                                                                 | Libman (Fluttershy), Ball (Applejack, Rainbow Dash), Evans (Rarity), Chan-Kent (Pinkie Pie), e coro (parte 2) | Primeira parte cantada por Spike quando ele confessa a Rarity que o presente que ele deu a ela foi o único que ele pôde dar. Segunda parte cantada por Twilight Sparkle e amigos quando eles percebem que a amizade é o melhor presente de todos. |

### My Little Pony: Rainbow Roadtrip(2019)
| # | Título                   | Músico        | Letrista                    | Artista (personagem) | Vozes secundários            | Contexto |
| - | ------------------------ | ------------- | --------------------------- | --- | ---------------------------- | --- |
| 1 | "Rainbow Roadtrip"       | Daniel Ingram | Daniel Ingram               | Shylo Sharity3 | -                            | Sequência de abertura e créditos finais. |
| 2 | "The End of the Rainbow" | Daniel Ingram | Nicole Dubuc, Daniel Ingram | Ian Hanlin (Sunny Skies) | -                            | O prefeito Sunny Skies canta sobre a cidade de Hope Hollow durante seu apogeu, seu antigo Festival do Arco-Íris e seu subsequente declínio. |
| 3 | "Living in Color"        | Daniel Ingram | Nicole Dubuc, Daniel Ingram | Shoichet (Twilight Sparkle), Ball (Applejack, Rainbow Dash), Evans (Rarity), Libman (Fluttershy), Chan-Kent (Pinkie Pie), Racquel Belmonte (Kerfluffle), Terry Klassen (Moody Root) e Veena Sood (Sra. Hoofington) | Coro (pôneis de Hope Hollow) | Ao lado das Mane Six, os pôneis de Hope Hollow celebram o Festival do Arco-Íris novamente e as cores voltam à cidade.                       |

3O cantor não está interpretando um personagem.

## Outros
| # | Título brasileiro e original               | Músico                                                                 | Letrista                     | Artista (personagem)                                                            | Vozes secundários | Contexto |
| - | ------------------------------------------ | ---------------------------------------------------------------------- | ---------------------------- | ------------------------------------------------------------------------------- | ----------------- | --- |
| 1 | "A Amizade É Mágica" "Friendship Is Magic" | Daniel Ingram; Anne Bryant and Clifford "Ford" Klinder (tema original) | Lauren Faust                 | Ball (Rainbow Dash, Applejack), Libman (Pinkie Pie, Fluttershy), Evans (Rarity) | -                 | Tema de abertura reproduzido no início de cada episódio e créditos finais (instrumentais) da maioria dos episódios.                        |
| 2 | "Equestria"                                | Daniel Ingram                                                          | Daniel Ingram, Michael Vogel | Coro                                                                            | -                 | Música de abertura original para My Little Pony: The Movie; foi substituído pela capa "We Got the Beat" de Rachel Platten por The Go-Go's. |

## Discografia

### Álbuns da trilha sonora
| Título                                                                             | Detalhe                                                                                    | Posições do gráfico de pico | Posições do gráfico de pico |
| Título                                                                             | Detalhe                                                                                    | Banda sonora nos EUA        | Infantil nos EUA            |
| ---------------------------------------------------------------------------------- | ------------------------------------------------------------------------------------------ | --------------------------- | --------------------------- |
| My Little Pony - Songs of Friendship and Magic (Music from the Original TV Series) | - Lançado: 2 de dezembro de 2013 - Rótulo: Hasbro Studios - Formats: download, streaming   | —                           | —                           |
| My Little Pony - Songs of Ponyville (Music from the Original TV Series)            | - Lançado: 21 de abril de 2014 - Rótulo: Hasbro Studios - Formato: download, streaming     | 20                          | 9                           |
| My Little Pony: Friendship is Magic Songs of Harmony                               | - Lançado: 13 de abril de 2015 - Rótulo: Hasbro Studios, Pony Records - Formato: download  | 22                          | —                           |
| Friendship is Magic: Pinkie Pie's Party Playlist                                   | - Lançado: 15 de julho de 2016 - Rótulo: Legacy Recordings - Formato: download, streaming  | —                           | 21                          |
| My Little Pony: The Movie (Original Motion Picture Soundtrack)                     | - Lançado: 22 de setembro de 2017 - Rótulo: RCA Records - Formato: CD, download, streaming | 18                          | 6                           |

### Álbuns de compilação
| Título                                                                 | Detalhe |
| ---------------------------------------------------------------------- | --- |
| My Little Pony: Friendship Is Magic - Magical Friendship Tour          | - Lançado: 16 de setembro de 2014 (Hot Topic) - Rótulo: Hasbro Studios, Soundlab9 - Formato: Vinil           |
| DJ PON-3 Presents My Little Pony Friendship is Magic Remixed           | - Lançado: 2 de junho de 2015 - Rótulo: Hasbro Studios, Lakeshore Records - Formato: CD, download, streaming |
| My Little Pony - Friendship is Magic Collection                        | - Lançado: 22 de abril de 2016 - Rótulo: Hasbro Studios - Formato: download                                  |
| My Little Pony: Friendship is Magic - Explore Equestria: Greatest Hits | - Lançado: 25 de novembro de 2016 - Rótulo: Hasbro Studios, Sony Music Entertainment - Formats: Vinil        |
| My Little Pony: Friendship is Magic (Exclusive Pink Vinyl)             | - Lançado: 16 de novembro de 2018 - Rótulo: Hasbro Studios - Formato: Vinil                                  |